# Thụ thể dopamine

Dopamine

Thụ thể dopamine là một nhóm các thụ thể kết hợp protein G nổi bật trong hệ thống thần kinh trung ương của động vật có xương sống (CNS). Các thụ thể Dopamine kích hoạt các tác nhân khác nhau thông qua không chỉ khớp G-protein, mà còn truyền tín hiệu thông qua các tương tác protein (protein tương tác thụ thể dopamine) khác nhau. Chất dẫn truyền thần kinh dopamine là phối tử nội sinh chính cho các thụ thể dopamine.
Các thụ thể dopamine có liên quan đến nhiều quá trình thần kinh, bao gồm động lực, khoái cảm, nhận thức, trí nhớ, học tập và kiểm soát vận động tinh, cũng như điều chế tín hiệu thần kinh. Tín hiệu thụ thể dopamine bất thường và chức năng thần kinh dopaminergic có liên quan đến một số rối loạn tâm thần kinh. Vì vậy, thụ thể dopamine là mục tiêu thuốc thần kinh phổ biến; thuốc chống loạn thần thường là chất đối kháng thụ thể dopamine trong khi thuốc kích thích tâm thần thường là chất chủ vận gián tiếp của thụ thể dopamine.

## Các loại thụ thể con
Sự tồn tại của nhiều loại thụ thể đối với dopamine được đề xuất lần đầu tiên vào năm 1976. Có ít nhất năm loại phụ của thụ thể dopamine là D1, D2, D3, D4 và D5. Các thụ thể D 1 và D 5 là thành viên của họ thụ thể dopamine giống D1, trong khi thụ thể D2, D3 và D4 là thành viên của gia đình giống D2. Cũng có một số bằng chứng cho thấy sự tồn tại của các thụ thể dopamine D6 và D7 là có thể, nhưng các thụ thể như vậy chưa được xác định cụ thể.
Ở cấp độ toàn cầu, các thụ thể D1 có biểu hiện rộng khắp não. Hơn nữa, các phân nhóm thụ thể D1-2 được tìm thấy ở 10-100   nhân với các cấp độ của các kiểu con D3-5.

## Cơ chế báo hiệu
Thụ thể Dopamine D1 và thụ thể Dopamine D5 là các thụ thể kết hợp Gs kích thích adenylyl cyclase để tạo ra cAMP, làm tăng calci nội bào trong các quá trình trung gian cAMP khác. Lớp thụ thể D2 tạo ra hiệu ứng ngược lại, vì chúng là các thụ thể kết hợp G αi và ngăn chặn hoạt động của adenylyl cyclase. Hoạt động của protein kinase A qua trung gian cAMP hoạt động cũng dẫn đến sự phosphoryl hóa DkvP-32, một chất ức chế protein phosphatase 1. Hoạt động của thụ thể D1 được duy trì được kiểm tra bởi kinase phụ thuộc Cyclin 5. Kích hoạt thụ thể Dopamine của protein kinase II phụ thuộc Ca2+/peaceodulin có thể phụ thuộc cAMP hoặc độc lập.
Con đường trung gian cAMP dẫn đến khuếch đại hoạt động phosphoryl hóa PKA, thường được giữ ở trạng thái cân bằng bởi PP1. Ức chế PP1 qua trung gian DkvP-32 khuếch đại quá trình phosphoryl hóa PKA của AMPA, NMDA và kênh kali chỉnh lưu vào bên trong, làm tăng dòng AMPA và NMDA trong khi giảm độ dẫn kali.